# Cubalaskeya machoi
Cubalaskeya machoi là một loài ốc biển, động vật chân bụng trong họ Cerithiopsidae. Nó được Espinosa, Ortea and Moro, mô tả năm 2008.